# Morlanwelz
Morlanwelz (in vallone Marlanwè) è un comune francofono del Belgio situato nella Vallonia nella provincia dell'Hainaut.
Il comune fa parte della region du Centre, esso sviluppa su 20,26 km² di territorio. Gli abitanti sono 19 073 ripartiti su tre quartieri del comune che sono Morlanwelz-Mariemont, Carnières e Mont-Sainte-Aldegonde.
Nella seconda metà del XX secolo la cittadina belga ha ospitato numerosi immigrati di origine italiana (circa 3 000) soprattutto provenienti da Abruzzo e Sicilia, in particolare dal comune di Villarosa con il quale Morlanwelz è gemellato dal 2002.

## Amministrazione

### Gemellaggi
- Villarosa, dal 2002
- Pleszew
- Le Quesnoy
- Blaj